# تسوية الثلاثة أخماس
تسوية الثلاثة أخماس هي تسوية تم التوصل إليها بين مندوبي الولايات خلال المؤتمر الدستوري للولايات المتحدة لعام 1787. وحددت كيفية احتساب العبيد عند تحديد إجمالي عدد سكان الولاية لأغراض التمثيل التشريعي والضرائب، حيث سيتم استخدام هذا العدد السكاني لتحديد عدد المقاعد التي ستحصل عليها الولاية في مجلس النواب الأمريكي للسنوات العشر المقبلة، حيث تم احتساب ثلاثة من بين كل خمسة عبيد كأشخاص أحرار لهذا الغرض. منح هذا الولايات الجنوبية ثلثا زائدا من المقاعد في الكونغرس والأصوات الانتخابية أكثر مما لو تم تجاهل العبيد، ولكن أقل مما إذا تم احتساب العبيد والأحرار على قدم المساواة. تم اقتراح التسوية من قبل المندوب جيمس ويلسون وساندها تشارلز بينكني في 11 يونيو 1787.

## الخلفية

### مؤتمر الكونفدرالية
نشأت نسبة الثلاثة أخماس مع تعديل مقترح على وثائق الكونفدرالية في 18 أبريل 1783. كان من المفترض أن يغيّر التعديل أساس تحديد ثروة كل ولاية، وبالتالي التزاماتها الضريبية كمقياس للقدرة على إنتاج الثروة، سواء من العقارات أو السكان. رأى الاقتراح المقدم أن «يتم توفير الضرائب من قبل العديد من المستعمرات بما يتناسب مع عدد السكان من جميع الأعمار والجنس والعمل، باستثناء الهنود الذين لا يدفعون الضرائب». اعترض الجنوب على هذه الصيغة لأن حساب مقدار الضرائب سيشمل العبيد الذين ينظر إليهم على أنهم ممتلكات. كتب توماس جيفرسون في ملاحظاته على المناقشات، أنه سيتم فرض ضرائب على الولايات الجنوبية «وفقًا لتعدادها وثرواتها، بينما يتم فرض الضرائب على الشمال بحساب التعداد فقط».
تم اقتراح تنازلات بنسبة النصف من قبل بنجامين هاريسون الخامس من فرجينيا ونسبة ثلاثة أرباع من قبل العديد من نواب نيو إنجلاند، ولم تحصل على دعم كافٍ، واستقر الكونغرس أخيرًا على نسبة الثلاثة أخماس المقترحة من قبل جيمس ماديسون. لكن هذا التعديل لم ينل الموافقة بالإجماع المطلوبة، حيث صوتت ضده ولايتان (نيو هامبشاير ونيويورك).

### المؤتمر الدستوري
قبل المؤتمر بالإجماع مبدأ أن التمثيل في مجلس النواب سيكون متناسبا مع عدد سكان الولاية. ومع ذلك، سيتمتع القادة في ولايات العبيد بتمثيل إضافي في مجلس النواب والمجمع الانتخابي، نظرًا لأن العبيد لم يتمكنوا من التصويت. اقترح المندوبون المعارضون للرق أن يتم احتساب السكان الأحرار فقط لكل ولاية لأغراض توزيع المقاعد، بينما عارض المندوبون المؤيدون للعبودية الاقتراح، ورغبوا في احتساب العبيد بأعدادهم الفعلية.
تم وضع اقتراح لعد العبيد بنسبة ثلاثة أخماس لأول مرة في 11 يونيو، وتمت الموافقة عليه من قبل تسع ولايات مع مناقشة قصيرة فقط. تمت مناقشته باستفاضة بين 9 و 13 يوليو، وتم التصويت عليه بالمعارضة في البداية من قبل الأعضاء الحاضرين في الاتفاقية. رأى عدد من المندوبين الجنوبيين فرصة، واقترحوا التمثيل الكامل عن العبيد. وبما أن الولايات لا يمكن أن تظل موحدة بدون تدابير توفيقية، أعيدت نسبة الثلاثة أخماس إلى الطاولة ووافقت عليها ثماني ولايات مقابل اثنتين.

### التسوية وسن القانون
تم الاتفاق نسبة الثلاثة أخماس بعد نقاش كبير، وكان الحافز على قبول ولايات الرقيق للاتفاق هو ربط التعداد بالضريبة بنفس النسبة، بحيث تم تخفيض عبء الضرائب أيضًا على ولايات الرقيق.
تم وضع نسبة التسوية في المادة الأولى، القسم الثاني، البند الثالث من دستور الولايات المتحدة، والذي ينص على ما يلي:
أثارت المسألة الكثير من الجدل في المؤتمر الدستوري لعام 1787، حيث جادل المندوبون من الولايات التي تضم عددًا كبيرًا من العبيد بأنه ينبغي اعتبار العبيد أشخاصًا في تحديد التمثيل، ولكنهم يعتبرون ممتلكات إذا كانت الحكومة الجديدة ستفرض ضرائب على الولايات على أساس السكان، بينهما جادل المندوبون من الولايات ذات تعداد العبيد القليل بأنه ينبغي إدراج العبيد في الضرائب، ولكن ليس في تحديد التمثيل. اختلفت الولايات الشمالية أيضا على النسبة، حيث تباينت آراؤهم بين نقطة الضرائب والتمثيل أيضا.

## التأثير قبل الحرب الأهلية
أعطت تسوية الثلاثة أخماس تمثيلًا غير متناسب لولايات الرقيق في مجلس النواب. في عام 1793، على سبيل المثال، كان لولايات الرقيق الجنوبية 47 مقعدا من أصل 105 مقعد في مجلس النواب، ولكن كان العدد سيكون 33 مقعدًا إن تم تخصيص المقاعد على أساس عدد السكان الأحرار. في عام 1812، كان لدى الولايات الرقيق 76 من أصل 143 بدلاً من 59 مقعد عن السكان الأحرار. في عام 1833، حازوا 98 مقعد من أصل 240 بدلاً من 73 مقعد عن الأحرار. ونتيجة لذلك، كان للولايات الجنوبية تأثير غير متناسب على انتخابات الرئاسة، ورئيس مجلس النواب، والمحكمة العليا في الفترة التي سبقت الحرب الأهلية. إلى جانب ذلك، ظل عدد الولايات الرقيق ومساويا للولايات الحرة حتى عام 1850، ما حمي الكتلة الجنوبية في مجلس الشيوخ وكذلك أصوات المجلس الانتخابي.
رأى المؤرخ جاري ويلز أنه بدون الأصوات الإضافية التي نالتها ولايات العبيد، فإن التاريخ السياسي للولايات المتحدة سيتغيّر؛ كان جيفرسون سيخسر الانتخابات الرئاسية لعام 1800، كما سيتم إلغاء العبودية عن ميزوري... وستفشل سياسة جاكسون لإبعاد الهنود... وتتم الموافقة على شرط ويلموت الذي يحظر العبودية في المناطق التي أُخذت من المكسيك... وكذلك سيفشل مشروع قانون كانساس نبراسكا.  في حين كانت التسوية قد أتت لصالح الولايات الجنوبية بسبب أعداد العبيد الكبيرة، فقد كانت تسوية كونيتيكت تميل لصالح الولايات الشمالية (التي كانت أصغر عادة). استند دعم الدستور الجديد إلى توازن هذه المصالح القطاعية.

## بعد الحرب الأهلية
ألغى القسم الثاني من التعديل الرابع عشر (1868) التسوية صراحة، ونص على أن «يتم توزيع الممثلين بحساب العدد الكلي للأشخاص في كل ولاية، باستثناء الهنود غير الخاضعين للضريبة». قللت مادة لاحقة من البند نفسه تمثيل الكونغرس للولايات التي حرمت من حق التصويت للمواطنين الذكور البالغين، ولكن هذا الحكم لم يتم تنفيذه بشكل فعال. (التعديل الثالث عشر، الذي تم إقراره في عام 1865، ألغى العبودية وكذلك سلطة المواد السابقة على العبيد، على أنه استثنى من حكم عليهم بجريمة تستوجب السخرة الجنائية.)
أتى عصر إعادة الإعمار الذي هدف لإعادة بناء الجنوب اقتصاديا وسياسيا، وانتهى في عام 1877، إلا أن ولايات الرقيق السابقة حاولت تجاوز هذه التغييرات من خلال استراتيجيات مختلفة لحرمان السود من حقوقهم، مع الاستفادة من توزيع النواب على أساس مجموع السكان. اكتسب الجنوبيون البيض بفضل هذه الإجراءات أصواتا أكثر مما كانوا يتمتعون به في حقبة ما قبل الحرب، مما أدى إلى تضخيم عدد الديمقراطيين الجنوبيين في مجلس النواب فضلاً عن عدد الأصوات الممنوحة لهم في الانتخابات الرئاسية.
أثار حرمان المواطنين السود انتباه الكونغرس، وفي عام 1900 اقترح بعض الأعضاء تجريد الجنوب من المقاعد بما يوازي عدد الأشخاص الذين مُنعوا من التصويت. في النهاية، لم يعمل الكونغرس على تغيير التقسيم، ويعزى ذلك في أغلبه إلى قوة الكتلة الجنوبية، والتي مؤثرة في الكونغرس حتى الستينات. أعيد انتخاب هؤلاء النواب مرارًا من قِبل الولايات ذات الحزب الواحد، وهيمنوا على العديد من اللجان الهامة في كلا المجلسين على أساس الأقدمية، وهيمنوا على الميزانيات والمشاريع المهمة. سمحت لهم سلطتهم بإسقاط التشريعات الفيدرالية ضد العنف العنصري والانتهاكات في الجنوب.